# Knoldbakterie
Knoldbakterier (også kaldet Rhizobia) er en gruppe af bakterier f.eks. fra slægten Rhizobium, som lever i symbiose med bælgplanter. Bakterierne er i stand til at omdanne luftens næsten fuldstændigt inaktive kvælstof (N2) til biologisk brugbar ammoniumion (NH4+). Dermed skaffer de planten adgang til den største mangelvare i plantesamfundene, nemlig kvælstof. Ved bælgplantens død og omsætning indgår dette kvælstof igennem talrige led i kvælstofkredsløbet.
Omvendt må planten yde bakterierne den nødvendige energi i form af kulhydrater og de nødvendige mineraler. Desuden må planten ved særligt tilpassede stofskifteprocesser fjerne ilt fra de knolde, bakterierne lever i. Det sker ved hjælp af et rødfarvet stof, der har stor kemisk lighed med blodets røde farvestof, hæmoglobin.